# Leonhard Haas (Bischof)
Leonhard Haas (* 25. Oktober 1833 in Horw; † 14. Mai 1906 in Solothurn) war römisch-katholischer Bischof von Basel und Lugano.

## Leben
Leonhard Haas, dessen Vater Handwerker war, besuchte das Gymnasium und die Theologische Lehranstalt in Luzern und ab 1857 das Priesterseminar in St. Gallen. 1858 erhielt er in Feldkirch die Priesterweihe und war danach Vikar in seinem Heimatort. Nach einem Studienjahr in Löwen und einem weiteren Vikariat in Zürich wurde er 1866 Pfarrer in Dietikon, von wo er 1871 nach Hitzkirch versetzt wurde. 1875 erfolgte die Berufung zum Professor der Moraltheologie und Pastoraltheologie an der Theologischen Lehranstalt Luzern. Bis 1878 war er zudem Präfekt der dortigen Jesuitenkirche und danach für zehn Jahre Regens des Diözesanseminars. 
1888 wurde er von Papst Leo XIII. zum Bischof von Basel und Lugano ernannt und empfing am 18. Oktober 1888 die Bischofsweihe durch den damaligen Bischof von Lausanne und Genf und späteren Kardinal, Gaspard Mermillod.
Haas war praktisch veranlagt und volksverbunden. In seinen theologischen Ansichten gilt er als Ultramontanist, dessen besonderes Verdienst es war, das Bistum nach den Wirren des Kulturkampfs wiederaufgebaut zu haben.

## Werke (Auswahl)
- Fastenmandat für das Jahr 1901: Das Jubiläum 1901. Solothurn: Union 1901.
- Kleiner Katechismus der katholischen Religion für das Bistum Basel. Luzern: Räber 1905.